# Pseudochromis flavivertex
Pseudochromis flavivertex is een straalvinnige vissensoort uit de familie van dwergzeebaarzen (Pseudochromidae). De wetenschappelijke naam van de soort is voor het eerst geldig gepubliceerd in 1835 door Eduard Rüppell.